# Takatsukasa Tadafuyu
Takatsukasa Tadafuyu (鷹司 忠冬) (1509 - 1546), fils de Takatsukasa Kanesuke, est un noble de cour japonais (kugyō) de la fin de l'époque de Muromachi. Il exerce la fonction de régent kampaku pour l'empereur Go-Nara de 1542 à 1545. la succession de la maison (famille Takatsukasa) s'interrompt à sa mort jusqu'à ce que Takatsukasa Nobufusa, fils adopté de Tadafuyu, la reprenne.

## Source de la traduction
- (en) Cet article est partiellement ou en totalité issu de l’article de Wikipédia en anglais intitulé « Takatsukasa Tadafuyu » (voir la liste des auteurs).